# Michael Daugherty
Michael Kevin Daugherty (Cedar Rapids, 28 aprile 1954) è un compositore, pianista e docente statunitense.
È influenzato dalla cultura popolare, dal romanticismo e dal postmodernismo ed è uno dei compositori di musica da concerto americano più diffusi della sua generazione. Tra i lavori più importanti di Daugherty ricordiamo la Metropolis Symphony per Orchestra (1988-93) ispirata dai fumetti di Superman, Dead Elvis per fagotto solista e gruppo da camera (1993), Jackie O (1997), Niagara Falls per banda sinfonica (1997), UFO per percussione solista e Orchestra (1999) e per banda sinfonica (2000), Bells for Stokowski da Philadelphia Stories per Orchestra (2001) e per banda sinfonica (2002), Fire and Blood per violino solista e Orchestra (2003) ispirato a Diego Rivera e Frida Kahlo, Time Machine per tre direttori e orchestra (2003), Ghost Ranch per orchestra (2005) e Deus ex Machina per pianoforte e orchestra (2007). Daugherty è stato descritto da The Times (Londra) come "un maestro costruttore di icone" con "un'immaginazione indipendente, un senso strutturale senza paura e un orecchio meticoloso".
Attualmente Daugherty è Professore di Composizione presso la Scuola di Musica, Teatro e Danza dell'Università del Michigan ad Ann Arbor, Michigan. La musica di Michael Daugherty è pubblicata da Peermusic Classical, Boosey & Hawkes e, dal 2010, Michael Daugherty Music/Bill Holab Music.

## Biografia

### Primi anni

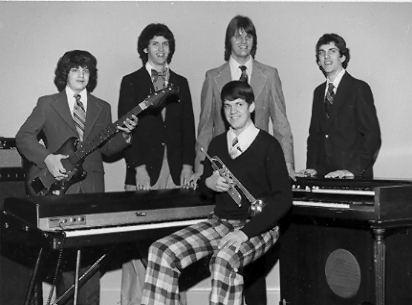
I figli di Daugherty: (da sinistra a destra) Tom, Pat, Michael, Tim e Matt, 1973

Michael Daugherty nacque in una famiglia di musicisti il 28 aprile 1954 a Cedar Rapids, Iowa. Suo padre Willis Daugherty (1929-2011) era un batterista jazz, country e western, sua madre Evelyn Daugherty (1927-1974) era una cantante dilettante e sua nonna Josephine Daugherty (1907-1991) era una pianista di cinema muto. I quattro fratelli minori di Daugherty sono tutti musicisti professionisti: Pat Daugherty (nato nel 1956), Tim Daugherty (nato nel 1958), Matt Daugherty (nato nel 1960) e Tommy D. Daugherty (nato nel 1961).
I centrotavola della modesta casa Daugherty, situata al 1547 5th Avenue S.E. in Cedar Rapids, erano un pianista, una televisione e un giradischi. All'età di 8 anni Daugherty imparò da solo a suonare il pianoforte pompando i pedali del pianoforte del pianista e guardando i tasti del pianoforte muoversi su brani della Tin Pan Alley come Alexander's Ragtime Band. La musica era un'attività significativa nella famiglia Daugherty, specialmente durante le vacanze in cui i parenti partecipavano a jam session di canzoni popolari come Misty e Sentimental Journey. Inoltre la famiglia Daugherty si riuniva spesso intorno alla televisione la sera per guardare varietà popolari come The Ed Sullivan Show, The Jackie Gleason Show e The Tonight Show con Johnny Carson. La collezione di dischi della casa dei Daugherty consisteva principalmente in "musica leggera" degli anni Cinquanta e musica di Broadway.
Durante i suoi anni di sviluppo, la madre di Daugherty lo incoraggiò a dipingere, disegnare cartoni animati, danza tip-tap e giocare a basket e suo padre e suo zio Danny Nicol gli insegnarono a suonare la batteria rock e jazz. Dal 1963 al 1967 Daugherty suonò la grancassa negli Emerald Knights e il tom-tom nel Grenadier Drum and bugle corps dove gareggiò con altri Drum and Bugle Corps in piccole città del Midwest. Durante questi anni Daugherty era impiegato a consegnare i giornali di primo mattino per il Des Moines Register e consegnava documenti nel suo quartiere e al Mercy Hospital di Cedar Rapids.
Viaggiare era un passatempo importante per la famiglia Daugherty. Spesso facevano lunghi viaggi in estate lungo le autostrade a due corsie per raggiungere località turistiche, tra cui il Monte Rushmore, le Cascate del Niagara e Miami Beach. Nel 1964 l'intera famiglia Daugherty trascorse una vacanza di due settimane a Londra, dove The Beatles e Jimi Hendrix erano al culmine della loro fama e Carnaby Street era la punta di diamante della cultura e della moda pop, questo era nel cuore degli Swinging Sixties.
Gli anni '60 in America furono un periodo di grandi disordini politici e cambiamenti sociali. Questo ebbe un grande impatto sull'adolescente Daugherty. Le dimostrazioni dei diritti civili per l'uguaglianza razziale e l'integrazione e le dimostrazioni contro la guerra del Vietnam stavano diventando eventi comuni nello Iowa nel 1970, specialmente nella vicina Università dell'Iowa, a Iowa City.
Dal 1968 al 1972 Daugherty è stato il leader, l'arrangiatore e l'organista della sua rock band soul e funk, della scuola superiore, The Soul Company. Questa band eseguiva una serie di hit e musica Motown di James Brown, Blood Sweat & Tears e Sly and the Family Stone. Poiché l'accesso agli spartiti era quasi impossibile, Daugherty imparò a trascrivere a mano la musica ascoltando dischi in vinile. Con l'aiuto di suo padre, che ha guidato la band attraverso lo stato, The Soul Company diventò un gruppo locale che si esibiva durante i balli delle scuole superiori ed altri eventi.
Negli stessi anni Daugherty era pianista accompagnatore del Coro Washington High School Concert, pianista solista di jazz in locali notturni e sale da ballo ed è apparso sulla televisione locale come pianista per il country e western Dale Thomas Show. Daugherty ha intervistato artisti jazz che si sono esibiti nello Iowa, tra questi Buddy Rich, Stan Kenton, George Shearing e Rahsaan Roland Kirk e ha scritto articoli sulla loro musica per il giornale del liceo. Durante le estati del 1972-77 Daugherty suonò l'organo Hammond alle fiere della contea di tutto il Midwest per varie star della musica popolare come Bobby Vinton, Boots Randolph, Pee Wee King e i membri del Lawrence Welk Show.

### Formazione negli Stati Uniti e in Europa
Daugherty ha studiato composizione musicale e jazz presso l'Università del North Texas College of Music dal 1972 al 76. I suoi insegnanti di composizione includevano Martin Mailman e James Sellars. Daugherty ha anche suonato il piano jazz nella Two O'Clock Lab Band. Fu dopo aver ascoltato l'Orchestra sinfonica di Dallas suonare il Concerto per pianoforte di Samuel Barber che Daugherty decise di dedicare le sue piene energie alla composizione musicale per il palcoscenico. Nel 1974 il direttore d'orchestra Anshel Brusilow programmò un nuovo lavoro con l'Orchestra sinfonica dell'Università del Nord del Texas, Daugherty aveva 20 anni. Dopo la sua prima di Movements for Orchestra, la facoltà di composizione assegnò a Daugherty una borsa di studio, che gli permise di continuare i suoi studi musicali all'università. Daugherty conseguito una laurea in Composizione presso la North Texas State University nel 1976.
Quello stesso anno, Daugherty si trasferì a New York per sperimentare la nuova esplosiva scena musicale. Mentre era lì studiato il serialismo con Charles Wuorinen alla Manhattan School of Music per due anni e nel 1978 ricevette un Master of Music in composizione. Per guadagnare soldi per i suoi studi Daugherty si impiegò come usciere alla Carnegie Hall e come pianista per le prove per le lezioni di danza dirette dal ballerino di New York Jacques d'Amboise.

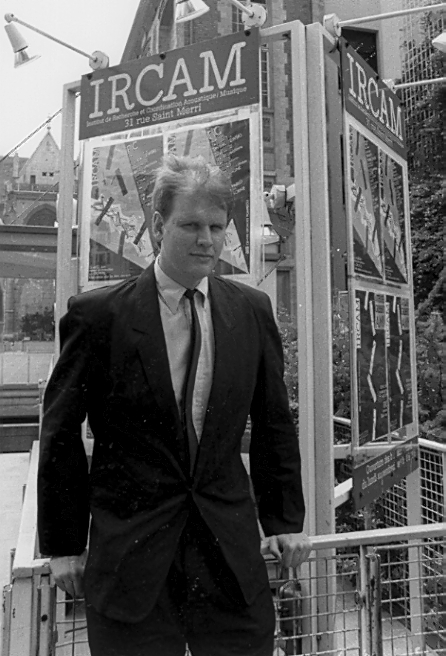
Daughterty all'IRCAM, 1979

Daugherty frequentava frequentemente nuovi concerti di musica nei "quartieri residenziali" e "nel centro" di New York; è qui che conobbe compositori come Milton Babbitt, Morton Feldman e Pierre Boulez. Nel 1978 Boulez, allora direttore musicale della New York Philharmonic, invitò Daugherty a rivolgersi al suo istituto di computer music aperto di recente a Parigi: IRCAM (Institut de Recherche et Coordination Acoustique/Musique). Una borsa di studio Fulbright gli permise di trasferirsi a Parigi per studiare musica per computer all'IRCAM dal 1979 al 1980. Durante la sua permanenza all'IRCAM incontrò molti compositori come Luciano Berio, Gérard Grisey, Tod Machover e Frank Zappa. A Parigi ebbe l'opportunità di ascoltare la musica contemporanea dei principali compositori europei dell'epoca interpretata dall'Ensemble l'Itinéraire e dall'Ensemble InterContemporain di Boulez. Frequentò  inoltre corsi di analisi tenuti da Betsy Jolas al Conservatoire National Supérieur de Musique de Paris.
Nell'autunno del 1980 Daugherty tornò in America per seguire gli studi di dottorato in composizione alla Yale School of Music. Durante quel periodo, Jacob Druckman (che era uno dei compositori più influenti d'America) era presidente del dipartimento di composizione di Yale e compositore in residenza con la New York Philharmonic. Daugherty studiò con Druckman e altri compositori vincitori del premio Pulitzer a Yale, tra cui Bernard Rands e Roger Reynolds. Studiò anche sistemi di notazione di improvvisazione e forma aperta con il compositore di musica sperimentale Earle Brown. Il corso di composizione di Daugherty a Yale comprendeva studenti di composizione che in seguito sarebbero diventati voci uniche e importanti nella musica contemporanea: i compositori Michael Gordon, David Lang e Julia Wolfe del gruppo Bang on a Can; insieme a Robert Beaser, Aaron Jay Kernis, Scott Lindroth e Betty Olivero.
A Yale Daugherty scrisse la sua dissertazione sul rapporto tra la musica di Charles Ives e Gustav Mahler e gli scritti di Goethe e Ralph Waldo Emerson. Ha lavorato a stretto contatto su questa dissertazione con John Kirkpatrick, che era il curatore della Collezione Ives a Yale e nel 1938 diede la prima della Sonata per pianoforte n. 2: Concord Sonata di Ives. Daugherty continuò anche a interessarsi al jazz, dove lavorò con Willie Ruff e diresse lo Yale Jazz Ensemble. Fu Ruff che presentò Daugherty all'arrangiatore jazz Gil Evans che, in quel momento, stava cercando un assistente. Per i successivi anni, Daugherty viaggiò in treno da New Haven allo studio privato di Evans a Manhattan. Aiutò Evans a organizzare i suoi manoscritti musicali e i progetti completi. Il progetto più notevole fu la ricostruzione degli arrangiamenti persi di Porgy and Bess, che erano stati originariamente usati per la registrazione del 1958 con Miles Davis.
Durante l'estate del 1981 Daugherty studiò composizione con il compositore vincitore del Pulitzer Mario Davidovsky come membro di composizione a Tanglewood, che, a quel tempo, era rinomato come un baluardo della musica astratta e atonale. Fu a Tanglewood che Daugherty incontrò il compositore e direttore d'orchestra Leonard Bernstein. Dopo aver ascoltato la musica di Daugherty a Tanglewood, Bernstein incoraggiò Daugherty a prendere seriamente in considerazione l'integrazione della musica popolare americana con la musica da concerto. Nei primi anni '80 l'atteggiamento populista di Bernstein era raramente condiviso dalla critica che prediligeva la musica concertistica "seria" contemporanea.
Un anno dopo, nell'estate del 1982, Daugherty si recò in Germania per frequentare il Darmstädter Ferienkurse (Internationale Ferienkurse für Neue Musik - Corsi estivi internazionali a Darmstadt in musica nuova). Darmstadt era uno dei principali centri per la nuova musica in Europa, dove l'estetica musicale di Theodor W. Adorno era ancora di grande influenza. Daugherty assistette alle conferenze tenute da compositori, tra cui Brian Ferneyhough e Karlheinz Stockhausen e le esibizioni dell'Arditti String Quartet. A Darmstadt Daugherty divenne amico del figlio di Karlheinz, il trombettista Markus Stockhausen. Insieme formarono un gruppo di improvvisazione sperimentale (Markus Stockhausen su tromba ed elettronica e Daugherty su sintetizzatori) che, per diversi anni, si esibì nelle sale da concerto e nei club di tutta Europa.

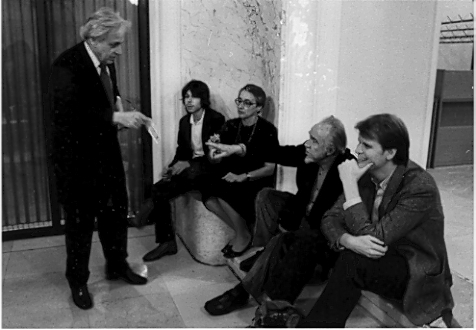
Da sinistra a destra: György Ligeti, Lukas Ligeti, Vera Ligeti, Conlon Nancarrow e Michael Daugherty all'ISCM World Music Days a Graz, Austria, 1982

Nell'autunno del 1982 Daugherty fu invitato dal compositore György Ligeti a studiare composizione con lui alla Hochschule für Musik und Theater Hamburg. Oltre a frequentare il seminario di composizione di Ligeti (che ebbe luogo nel suo appartamento ad Amburgo), Daugherty viaggiò con Ligeti per assistere a concerti e festival della sua musica in tutta Europa. All'epoca Ligeti era interessato alla musica di Conlon Nancarrow, che viveva in isolamento a Città del Messico e componeva musica poliritmica complessa per pianole. La pianola del musicista (ormai antico) era uno strumento musicale familiare e nostalgico per Daugherty. Daugherty incontrò Nancarrow a Graz, in Austria, quando Ligeti presentò Nancarrow e la sua musica all'intellighenzia europea alle World Music Days del 1982 dell'ISCM (International Society for Contemporary Music). Durante i successivi due anni (1983-84) Daugherty continuò a studiare con Ligeti mentre era impiegato come pianista jazz solista in locali notturni a Cambridge, in Inghilterra e ad Amsterdam. Per creare musica "originale" Ligeti incoraggiò e ispirò Daugherty a trovare nuovi modi per integrare computer music, jazz, rock e musica popolare americana con la musica da concerto. Nell'autunno del 1984 Daugherty tornò in America e dedicò la sua carriera a fare proprio questo.

## Discografia

### Registrazioni su Naxos
| Michael Daugherty: Dreamachine / Trail of Tears / Reflections on the Mississippi (Glennie, A. Porter, Jantsch, Albany Symphony, D.A. Miller)        | Naxos 8.559807                 | Concerti                                                      |
| Michael Daugherty: Fire and Blood / MotorCity Triptych / Raise the Roof (Kavafian, B. Jones, Detroit Symphony, N. Jarvi)                            | Naxos 8.559372                 | Orchestra                                                     |
| Michael Daugherty: Metropolis Symphony / Deus ex Machina (T. Wilson, Nashville Symphony, Guerrero)                                                  | Naxos 8.559635                 | Orchestra, Concerti                                           |
| Michael Daugherty: Mount Rushmore / Radio City / The Gospel According to Sister Aimee (P. Jacobs, Pacific Chorale, Pacific Symphony, St. Clair)     | Naxos 8.559749                 | Coro - Secolare, Orchestra, Gruppo di fiati / Musica da banda |
| Michael Daugherty: Philadelphia Stories / UFO (Glennie, Colorado Symphony, Alsop)                                                                   | Naxos 8.559165                 | Orchestra                                                     |
| Michael Daugherty: Route 66 / Ghost Ranch / Sunset Strip / Time Machine (Bournemouth Symphony, Alsop, Mei-Ann Chen, L. Jackson)                     | Naxos 8.559613                 | Orchestra, Musica da camera, Orchestra                        |
| Michael Daugherty: Sunset Strip / Williams, J.: Escapades / Rorem, N.: Lions / Rouse, C.: Friandises (Marsalis, North Carolina Symphony, Llewellyn) | BIS BIS-SACD-1644              | Orchestra                                                     |
| Michael Daugherty: Tales of Hemingway / American Gothic / Once Upon A Castle (Bailey, P. Jacobs, Nashville Symphony, Guerrero)                      | Naxos 8.559798                 | Concerti, Orchestra, Concerti                                 |
| Lees, B.: Passacaglia / Persichetti, V.: Symphony No. 4 / Michael Daugherty: Hell's Angels (American Contrasts) (Oregon Symphony, DePreist)         | Delos DE3291                   | Orchestra, Strumentale                                        |
| Mackey, J.: Strange Humors / Michael Daugherty: Raise the Roof / Brooklyn Bridge / SYLER, J.: The Hound of Heaven (Rutgers Wind Ensemble, Berz)     | Naxos 8.572529                 | Concerti                                                      |
| Rouse, C.: Wolf Rounds / Michael Daugherty: Ladder to the Moon / Maslanka, D.: Trombone Concerto (University of Miami Frost Wind Ensemble)          | Naxos 8.572439                 | Orchestra                                                     |
| Story of Naxos (The) - The Soundtrack | Naxos Special Projects 9.00124 | Orchestra                                                     |
| Wind Band Music - Michael Daugherty / Burrit, M. / Gillingham, D. (Synergy) (John B. Yeh, Columbus State University Wind Ensemble, Rumbelow)        | Naxos 8.572319                 | Concerti                                                      |

## Insegnamento: Oberlin, Michigan, residenze e servizi
Daugherty è un attivo educatore di giovani compositori e fautore della musica contemporanea. Come assistente professore di composizione al Conservatorio di musica di Oberlin (1986-91), Daugherty ha organizzato residenze di compositori con esibizioni della loro musica; tra questi c'erano Luciano Berio, John Harbison, Christopher Rouse, Roger Reynolds, Kenneth Gaburo, Morton Subotnick, Herbert Brün e Salvatore Martirano. Daugherty ha anche organizzato l'Electronic Festival Plus Festival del 1988, che si è tenuto a Oberlin e ha visto la musica di oltre 50 compositori. A Oberlin Daugherty (che suona il sintetizzatore) ha anche suonato e registrato con il trombettista jazz Donald Byrd che ha insegnato lì dal 1987 al 1989.
Nel 1991, Daugherty fu invitato a far parte della facoltà di composizione della Scuola di Musica dell'Università del Michigan (Ann Arbor). Ha sostituito il compositore vincitore del premio Pulitzer Leslie Bassett, che si è ritirato dopo 40 anni di servizio all'università. Daugherty è stato co-presidente del dipartimento di composizione con il compositore William Bolcom dal 1998 al 2001 e presidente del dipartimento dal 2002-06. Come professore di composizione all'Università del Michigan, Daugherty è stato e continua ad essere un mentore per molti dei giovani compositori più talentuosi di oggi, molti dei quali sono stati riconosciuti dall'American Academy of Arts and Letters, hanno vinto premi di compositore dal BMI e ASCAP e ha ricevuto commissioni da importanti orchestre, gruppi di fiati e gruppi da camera, come l'Eighth Blackbird, il Kronos Quartet e Dogs of Desire. Tra questi compositori figurano, tra gli altri: Richard Adams, Clarice Assad, Alexis Bacon, Kevin Beavers, Marcin Bela, Derek Bermel, John Berners, David Biedenbender, Andrew Bishop, Bret Bohman, Julia Bozone, Matt Browne, Daniel Thomas Davis, Ian Dicke, Christopher Dietz, Paul Dooley, Roshanne Etezady, Gala Flagelo, Gabriela Lena Frank, Tucker Fuller, Rodney Grisanti, Iman Habibi, Patrick Harlin, Carolina Heredia, Deniz Ince, Donia Jarrar, Elizabeth Kelly, Kristin Kuster, James Lee III, Shuying Li, David T. Little, Pei Lu, John Maki, Kevin March, Theresa Martin, Jeff Myers, Stephen Newby, Carter Pann, Jules Pegram, Joshua Penman, Tanner Porter, Joel Puckett, Andrea Reinkemeyer, Manly Romero, Daniel Bernard Roumain, Felicia Sandler, Michael Schachter, David Schober, Nina Shekhar, Arlene Sierra, Carlos Simon, D. J. Sparr, Matthew Tommasini, Kirsten Volness, Aleksandra Vrebalov, Daniel Worley, Roger Zare, Daniel Zlatkin, and Bill Zuckerman.
Presso l'Università del Michigan Daugherty ha organizzato residenze di compositori ospiti con esibizioni della loro musica; questi includono Henryk Górecki, Louis Andriessen, Michael Colgrass, David Lang, Tania Leone, Michael Torke, Joan Tower, Betsy Jolas e György Ligeti. Ha anche composto molte nuove opere, tra cui Niagara Falls (1997) e Bells for Stokowski (2002), per la Symphony Band dell'Università del Michigan e i suoi due direttori più recenti, H. Robert Reynolds (direttore 1975-2001) e Michael Haithcock (direttore dal 2001).
Daugherty organizzò uno storico festival e una conferenza di tre giorni intitolato ONCE. MORE., che si è svolto dal 2 al 4 novembre 2010 al Rackham Auditorium, situato nel campus dell'Università del Michigan. Per la prima volta in 50 anni, i compositori ONCE originali Robert Ashley, Gordon Mumma, Roger Reynolds e Donald Scarvada tornarono ad Ann Arbor per partecipare a concerti con le loro recenti composizioni e le loro opere storiche e innovative del festival ONCE originale tenutosi ad Ann Arbor negli anni '60.
Daugherty ha fatto da giudice finale per gli Student Composers Awards della Broadcast Music Incorporated (BMI), la Gaudeamus International Composers Competition e l'Elaine Lebenborn Award della Detroit Symphony Orchestra per Compositrici donne. È stato anche relatore per il National Endowment for the Arts e Meet the Composer. Daugherty è stato mentore di compositori per la lettura di sessioni di musica di giovani compositori da organizzazioni come l'American Composers Orchestra, la Minnesota Composers Orchestra, il Cabrillo Festival of Contemporary Music, Omaha Symphony e il Young Composers Institute di Apeldoorn (Paesi Bassi).
Daugherty è attivo come sostenitore della nuova musica con numerose orchestre in tutta l'America. È stato compositore in residenza con Orchestra di Louisville (2000), Detroit Symphony Orchestra (1999-2003), Colorado Symphony Orchestra (2001-02), Cabrillo Festival of Contemporary Music (2001, 2006, 2011), Westshore Symphony Orchestra (2005-06), Eugene Symphony (2006), Henry Mancini Summer Institute (2006), Music from Angel Fire Chamber Music Festival (2006), Pacific Symphony (2010), Chattanooga Symphony and Opera (2012), New Century Chamber Orchestra (2014) e Albany Symphony Orchestra (2015).
Daugherty è frequentemente compositore ospite presso università e scuole di musica americane, dove tiene corsi di perfezionamento sulla sua musica e collabora con giovani compositori e gruppi di studenti. Le istituzioni di insegnamento superiore che hanno invitato Daugherty includono, tra le altre, l'Università del Texas ad Austin, l'University of Colorado at Boulder, la Rice University, la Northwestern University, Syracuse University, Indiana University, University of Iowa, University of North Texas, Vanderbilt University, Louisiana State University, Appalachian State University, University of Southern California, Eastman School of Music, The Hartt School, Juilliard School of Music e Shenandoah University Conservatory of Music.
Nel 2001 Daugherty è stato invitato a presentare la sua musica con le esibizioni della United States Air Force Band presso la Midwest Clinic "The Midnight Special" a Chicago. Anche nell'area di Chicago Daugherty ha frequentemente partecipato al programma Ravinia Festival Community Outreach che è stato progettato per promuovere e incoraggiare la nuova musica da parte di gruppi studenteschi nelle scuole pubbliche di Chicago. Daugherty continua a lavorare con molte orchestre giovanili, gruppi di fiati e gruppi musicali in tutto il paese.

### Premi e onorificenze
Daugherty ha ricevuto numerosi premi, riconoscimenti e borse di studio per la sua musica, tra cui: il Kennedy Center Freidheim Award (1989) per le sue composizioni Snap! e Blue Like a Orange, Goddard Lieberson Fellowship dell'American Academy of Arts and Letters (1991), fellowship da National Endowment for the Arts (1992), Guggenheim Foundation (1996) e Stoeger Prize dalla Chamber Music Society del Lincoln Center (2000). Nel 2005, Daugherty ha ricevuto il Lancaster Symphony Orchestra Composer's Award e nel 2007, la Delaware Symphony Orchestra ha selezionato Daugherty come il vincitore del premio A. I. duPont. Sempre nel 2007 Daugherty è stato nominato "Outstanding Classical Composer" ai Detroit Music Awards e ha ricevuto l'American Bandmasters Association Ostwald Award per la sua composizione Raise the Roof per Timpani e Symphonic Band. La Metropolis Symphony di Daugherty e il suo concerto per pianoforte Deus ex Machina, registrato dalla Nashville Symphony, ha vinto tre Grammy Award nel 2011 nelle categorie di migliore composizione classica contemporanea, miglior performance orchestrale e miglior album di musica classica. Nel 2017 Daugherty ha ricevuto tre Grammy nelle categorie di Best Contemporary Classical Composition, Best Classical Compendium e Best Contemporary Classical Instrumental Solo (Zuill Bailey) per la registrazione della Nashville Symphony di Tales of Hemingway per violoncello e orchestra, American Gothic per Orchestra, e Once Upon a Castle per organo e orchestra.